# Wolfgang Vollmer
Wolfgang Vollmer (* 1952) ist ein deutscher Fotograf, Künstler, Sammler, Kurator und Dozent für Fotografie.

## Leben
Wolfgang Vollmer wuchs ab 1955 in Hilden/Rhld. und ab 1968 in Bonn-Bad Godesberg auf und lebt seit 1977 in Köln. Nach einem abgebrochenen Studium der Geodäsie in Bonn, studierte er ab 1976 Freie Kunst/Künstlerische Fotografie bei Arno Jansen an der FH Köln, und dann Kommunikationsdesign an der Bergischen Universität Wuppertal. Längere Studienaufenthalte führten ihn nach Spanien, Brüssel, New York, Wien, New Delhi und Daegu in Korea.
Die Arbeiten von Wolfgang Vollmer untersuchen die Bedingungen der Fotografie: u. a. in der Inszenierung historischer Szenen und Fiktionen; Arbeiten zur Stadtlandschaft, Stadtarchitektur. Die Auseinandersetzung mit vorhandenen bekannten Fotografien und Bildserien mündete u. a. in die Projekte: „Meisterwerke der Fotokunst - Sammlung Tillmann und Vollmer“ (1985, mit U.Tillmann) und „Meisterwerke der Fotografischen Kunst - Die Sammlung Vollmer“, 2014. Das Projekt „Köln 1970/1995“ stellte die Bilder Chargesheimers aus „Köln 5Uhr30“ den eigenen Bildern gegenüber.
Zwischen 1985 und 2017 war Wolfgang Vollmer Fachlehrer, Lehrbeauftragter und Dozent für Fotografie u. a. an der Universität Wuppertal, FH Köln, Merz-Akademie Stuttgart, FH Würzburg und FH Dortmund.
Er kuratierte verschiedene Ausstellungen in Köln, Rotterdam, Wuppertal und Daegu/Korea.
Arbeiten Wolfgang Vollmers befinden sich u. a. im Museum Ludwig Köln, im Folkwang Museum Essen, in der Sammlung Camera Austria Graz und im Kölnischen Stadtmuseum. Wolfgang Vollmers Recherchen führten zur Wiederentdeckung von Eugen Coubillier und Henry Rox.

## Publikationen (Auswahl)
- mit Walter Filz: Eugen Coubillier - Fotograf von Köln 1906-1943, Greven, Köln 2025, ISBN 978-3-7743-0961-6.
- mit Heribert Prantl und Reinhard Matz: Die Bonner Republik. Vier Jahrzehnte Westdeutschland | 1949-1990. Greven, Köln 2024, ISBN 978-3-7743-0974-6.
- Spaziergang 2, Hyper Focus Books, Köln 2021, ISBN 978-3-948040-21-5.
- mit Reinhard Matz: Köln von Anfang an. Leben-Kultur-Stadt bis 1880. Greven, Köln 2020, ISBN 978-3-7743-0923-4.
- Spaziergang, Hyper Focus Books, Köln 2020, ISBN 978-3-948040-04-8.
- Camera Obliqua, Hyper Focus Books, Köln 2017.
- Köln und der Krieg. Leben-Kultur-Stadt (1940–1950), mit Reinhard Matz, Köln 2016, ISBN 978-3-7743-0667-7.
- überlebt., Eigenverlag, Köln 2016.
- Köln nach dem Krieg. Leben-Kultur-Stadt (1950–1990), mit Reinhard Matz, Köln 2014, ISBN 978-3-7743-0628-8.
- Meisterwerke der Fotografischen Kunst - Die Sammlung Vollmer, Eigenverlag Köln/Berlin 2014
- Köln vor dem Krieg. Leben-Kultur-Stadt (1880–1940), mit Reinhard Matz, Köln 2012, ISBN 978-3-7743-0482-6.
- Eine Novelle der Fotografie, Buchhaltung Verlag, Köln 2007, ISBN 978-3-9811249-7-2.
- Stadt-Bild-Köln, Steidl, 2007, ISBN 978-3-86521-556-7.
- Köln 1970/1995 - Chargesheimer/Vollmer, Bachem Verlag, Köln 1996, ISBN 978-3-7616-1295-8.
- Meisterwerke der Fotokunst - Sammlung Tillmann und Vollmer, mit Ulrich Tillmann, Köln 1985, ISBN 3-87909-145-5.
- Cadaques - Views and Details, Eigenverlag, Köln 1977.

### Als Herausgeber
- Henry Rox Revue. Salzburg: FOTOHOF edition, 2020.  ISBN 978-3-902993-97-7

## Preise / Auszeichnungen
- Würdigungs-Preis Fotowettbewerb in Cadaques, Spanien 1977
- Ehrenvolle Erwähnung beim Otto-Steinert-Preis, Essen 1983[1]
- Preisträger im Fotowettbewerb der Deutschen Leasing, Frankfurt 1984
- Anerkennungspreis 11. Darmstädter Tage für Fotografie 2020[2]

## Einzelausstellungen (Auswahl)
- 2023	11 Sammlungen, mes amis - mes amies, Köln 2023
- 2021	Fotohof, Salzburg[3]
- 2018	Kunstverein kjubh, Köln[4]
- 2014	Meisterwerke der Fotografischen Kunst - Die Sammlung Vollmer, OCA Gallery, Berlin
- 2013	Köln 1970/1995 u. Eigenheim, TU/Eindhoven/NL
- 2007	Eine Novelle der Fotografie, Fine Books Stefan Schuelke, Köln K
- 1998	Köln 1970/1995, Landschaftsverband Rheinland, Köln, K
- 1997	Köln 1970/1995. Fotografien von Chargesheimer und Wolfgang Vollmer, Rheinisches Bildarchiv, Köln
- 1996	Camera Obliqua, Rencontres Int.Photographie, Arles, K
- 1995	Köln 1970/1995, Moltkerei, Köln, K
- 1988	Meisterwerke der Fotokunst - Sammlung Tillmann und Vollmer, Fotofestival Vigo
- 1986	Meisterwerke der Fotokunst - Sammlung Tillmann und Vollmer, Münchner Stadtmuseum
- 1986	Photographer`s Gallery, London
- 1985	Meisterwerke der Fotokunst - Sammlung Tillmann und Vollmer, Forum Stadtpark, Graz

## Ausstellungsbeteiligungen (Auswahl)
- 2022/23	Vogelschau und Froschperspektive (Henry Rox u. Camera Obliqua), Museum für Fotografie, Berlin
- 2021/22	Bilder, Dokumente, Artefakte - 40 Jahre FOTOHOF
- 2020	Darmstädter Tage der Fotografie, Darmstadt[5]
- 2020	Wolfgang Schulz und die Fotoszene um 1980, Museum für Fotografie, Berlin
- 2019	Inside Rembrandt, Wallraf-Richartz-Museum, Köln
- 2018	Unter Freunden und Konkurrenten, Kunsträume Michael Horbach Stiftung, Köln
- 2017 	Blicke, die bleiben – Sammlung Fricke, Suermondt-Ludwig-Museum, Aachen
- 2015	Release Cahiers, FB2 Galerie, FH Dortmund
- 2014	(Mis)Understanding Photography, Museum Folkwang, Essen